# キース・キャンベル (レーサー)
キース・ロナルド・キャンベル（Keith Ronald Campbell 、1931年6月1日 - 1958年7月13日）はオーストラリア出身のオートバイレーサーである。ロードレース世界選手権で世界チャンピオンとなったライダーである。

## 略歴
メルボルン郊外のプラーンで育ったキャンベルは、幼い頃からオートバイのチャンピオンになるという目標を持っていた。やがてモト・グッツィのファクトリーチームの一員としてロードレース世界選手権に出場すると、1957年の350ccクラスチャンピオンに輝いた。これはオーストラリア人として初めてのタイトル獲得でもあった。この年のシーズン終了後にはイギリス人チャンピオンのジェフ・デュークの義姉であるジェラルディーンと結婚した。
1958年7月、キャンベルはフランスのトゥールーズ近くにあるカドゥール・サーキットで行われたレースに出場した。350ccクラスに勝利して次に500ccクラスのレースに出たキャンベルはコースレコードに迫る速さで後続を引き離していた1周目、コックス・コーナーと呼ばれる高速カーブを曲がり切れずにコースアウトしてクラッシュ、死亡した。死因は頭蓋骨骨折と言われ、ほぼ即死の状態だった。

## ロードレース世界選手権での戦績
1950年から1968年までのポイントシステム
| 順位     | 1 | 2 | 3 | 4 | 5 | 6 |
| ポイント | 8 | 6 | 4 | 3 | 2 | 1 |

- 凡例
- ボールド体のレースはポールポジション、イタリック体のレースはファステストラップを記録。

| 年   | クラス | チーム           | 1      | 2     | 3     | 4     | 5     | 6     | 7     | 8     | 9     | ポイント | 順位 | 勝利数 |
| ---- | ------ | ---------------- | ------ | ----- | ----- | ----- | ----- | ----- | ----- | ----- | ----- | -------- | ---- | ------ |
| 1950 | 250cc  | エクセルシオール | IOM -  | SUI - | ULS 6 | ITA - |       |       |       |       |       | 1        | 17位 | 0      |
| 1954 | 500cc  | ノートン         | FRA -  | IOM - | ULS - | BEL 5 | NED - | GER - | SUI - | ITA - | SPA - | 2        | 19位 | 0      |
| 1955 | 350cc  | ノートン         | FRA -  | IOM - | GER - | BEL 3 | NED - | ULS - | ITA - |       |       | 4        | 11位 | 0      |
| 1957 | 350cc  | モト・グッツィ   | GER -  | IOM 2 | NED 1 | BEL 1 | ULS 1 | ITA - |       |       |       | 30       | 1位  | 3      |
| 1957 | 500cc  | モト・グッツィ   | GER -  | IOM 5 | NED - | BEL - | ULS - | ITA - |       |       |       | 2        | 15位 | 0      |
| 1958 | 350cc  | ノートン         | IOM 7  | NED 3 | BEL 3 | GER - | SWE - | ULS - | ITA - |       |       | 8        | 7位  | 0      |
| 1958 | 500cc  | ノートン         | IOM NC | NED - | BEL 2 | GER - | SWE - | ULS - | ITA - |       |       | 6        | 9位  | 0      |